# Église Saint-Jacques-le-Majeur de Courcelles-le-Roi
L'église Saint-Jacques-le-Majeur est située à Courcelles-le-Roi, dans le Loiret.

## Description
L'édifice et sa chapelle sont inscrits aux monuments historiques depuis 1991.
Située dans le diocèse de Sens, doyenné du Gâtinais jusqu'au Concordat de 1801, elle relevait de l'abbaye de Saint Benoît-sur-Loire qui en nomma le curé jusqu'en 1709, bien qu'ayant cédé un droit de dîmes aux moines de la Cour Dieu en 1123. Le visiteur croit se trouver devant une église plutôt banale, mais, lorsqu'il en fait le tour, il découvre un vaste chœur en ruine et une chapelle derrière le clocher : trois éléments bien distincts.
L'abbé Bernois, dans son étude sur la seigneurie de Courcelles-le-Roi (1886), nous apprend qu'une église existait à la fin du XIIe siècle, dédiée à saint Jacques-le-Majeur, sainte Anne et sainte Apolline. Cette dédicace à saint Jacques pourrait indiquer, comme quelques autres indices le suggèrent, que Courcelles se trouvait sur un itinéraire secondaire des routes du pèlerinage de Compostelle.
Cette église a été agrandie en 1406 par Blanchet de Bracque, seigneur de Courcelles. Son projet grandiose de chapelle royale fut interrompu, Blanchet ayant été fait prisonnier à la bataille d'Azincourt. On a conservé le souvenir de travaux achevés en 1604. La chapelle Saint-Hubert avait été élevée en 1271 mais était en ruine. Le monument actuel fut inauguré par l'archevêque de Sens en 1656. La municipalité a fait effectuer une restauration de l'église vers 1994 et obtenu son inscription à l'inventaire supplémentaire des Monuments historiques.
Il s'agit donc d'une église gigogne : un édifice commencé fin XIIe qui a bien failli disparaître pour laisser place à une immense construction du XVe siècle. L'abandon de ce projet grandiose entraîna la nécessité d'agrandir l'église en lui ajoutant au XVIe un bas-côté. La nef fut reprise à cette occasion. Ce pourraient être ces travaux qui s'achevèrent en 1604. La nef ne fut voûtée qu'au XIXe siècle. D'autre part, l'église possède un mobilier limité mais de grande valeur : des fonts baptismaux XVIIe placés devant un petit retable de la même époque et un bénitier d'une qualité exceptionnelle de la même époque, avec toute la grandeur et la dignité sévère du style Louis XIV. Signalons également une curiosité historique locale : l'orgue de chœur provient de la chapelle de l'Institut Jeanne de France à Pithiviers.

## Galerie d'images

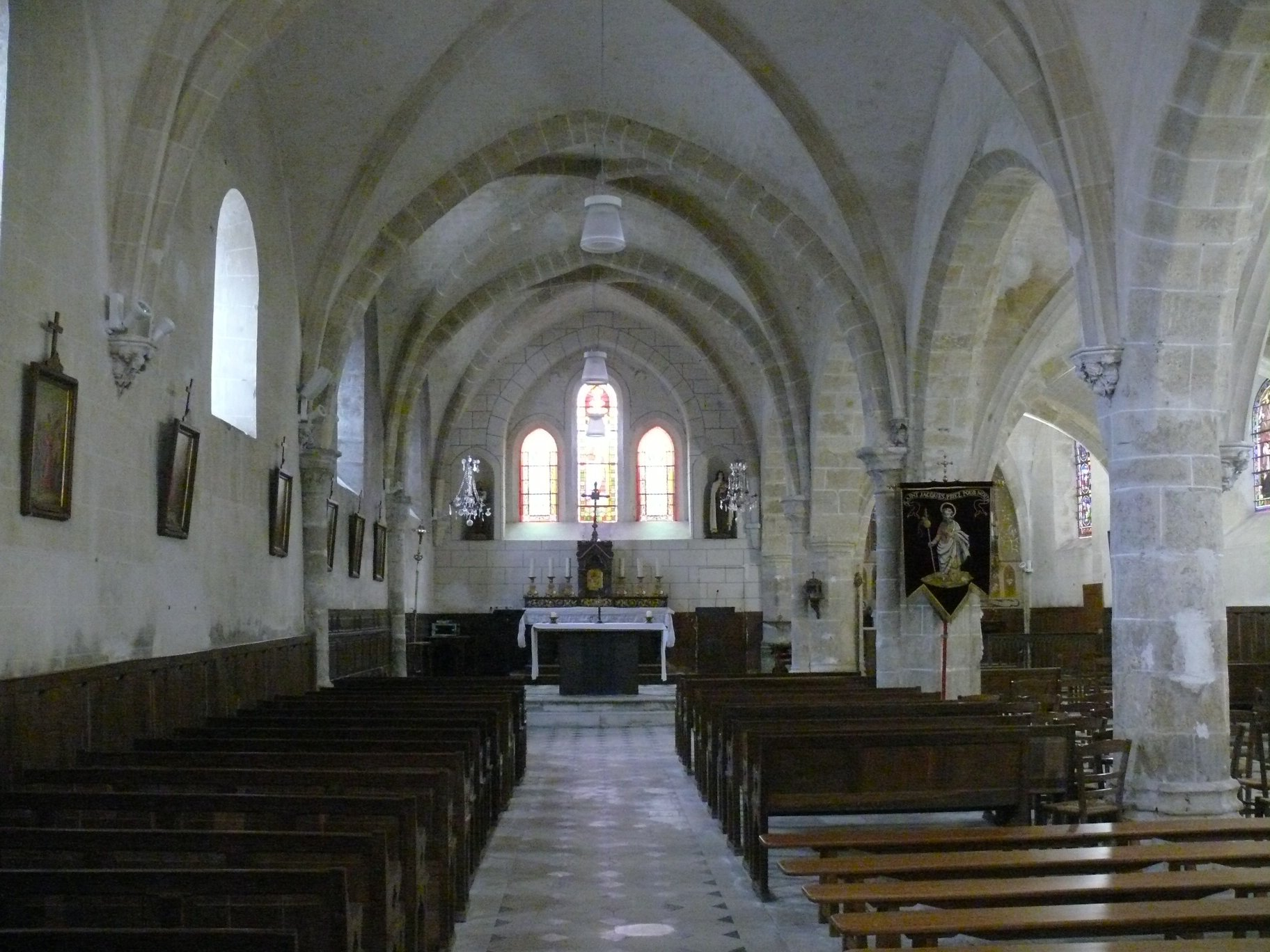
La nef gauche
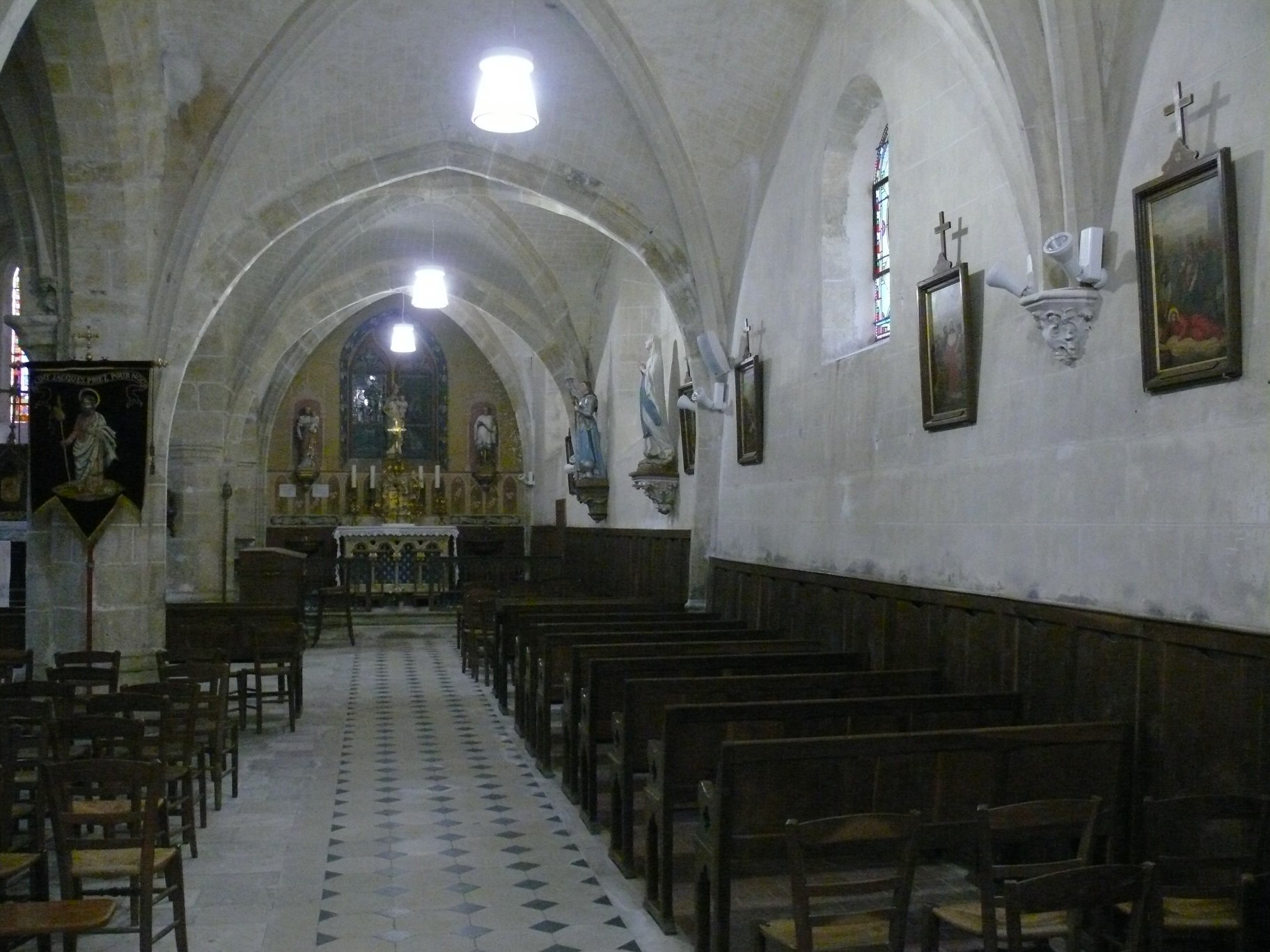
La nef droite
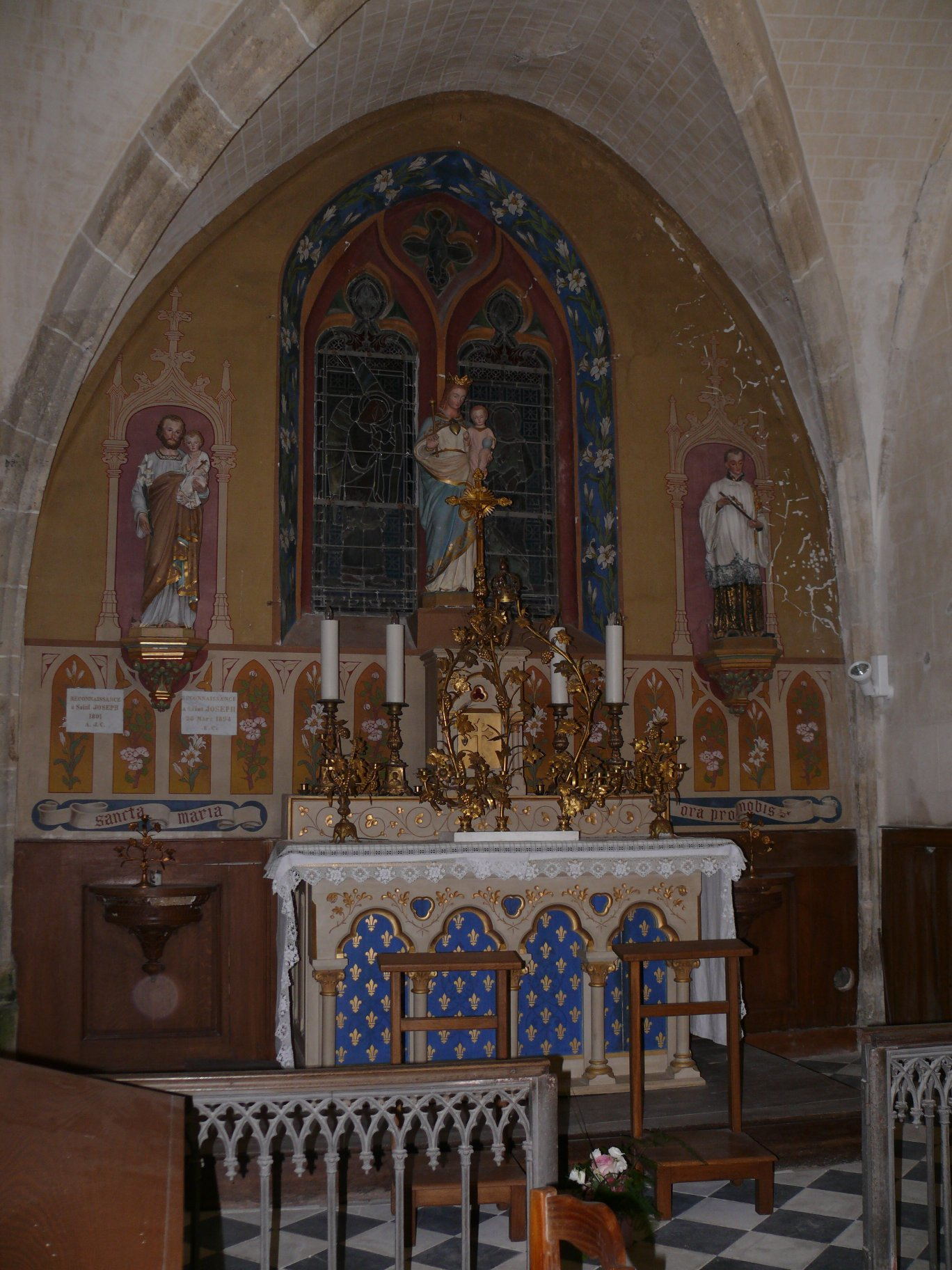
L'autel de la Vierge
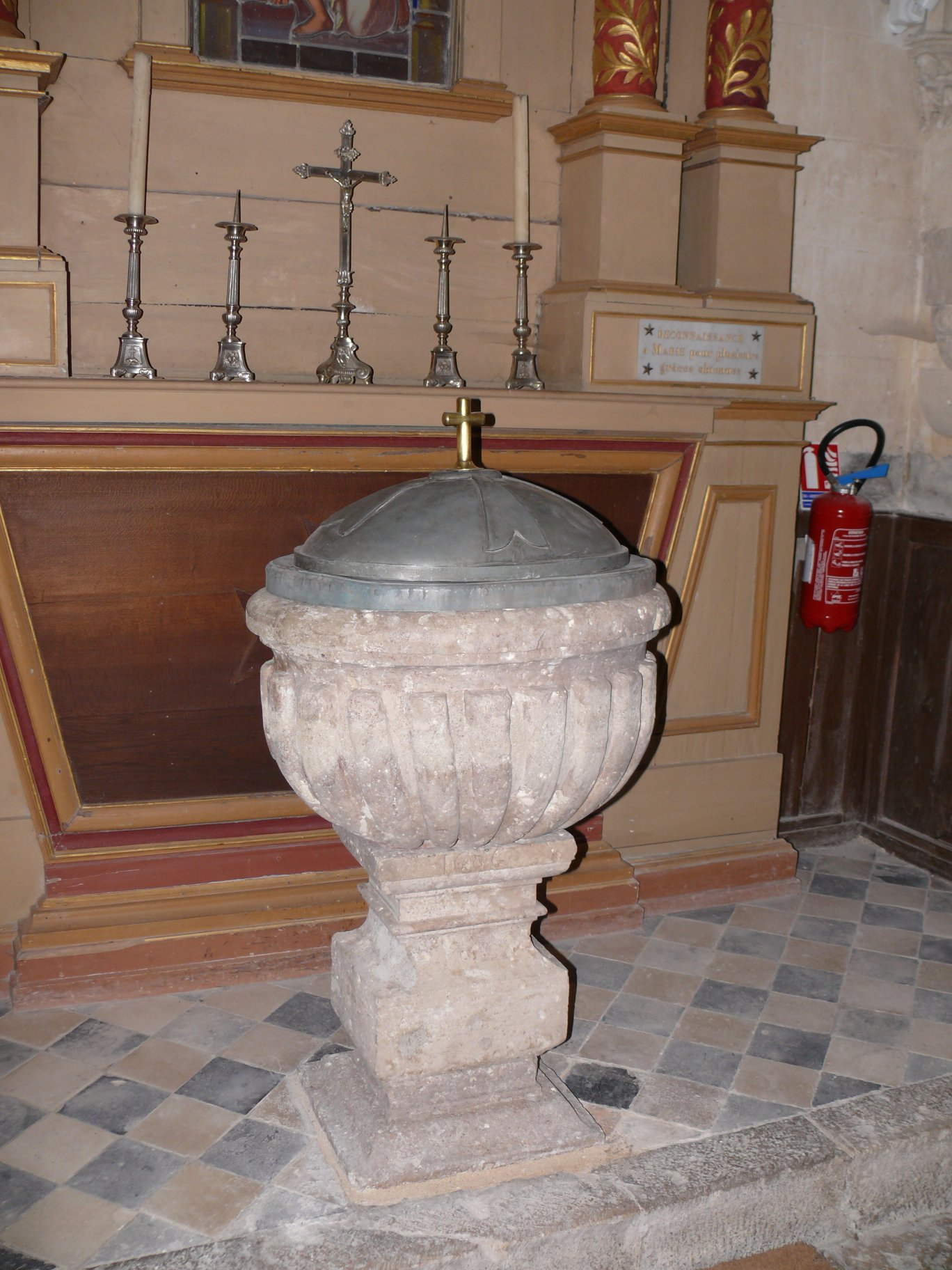
Fonts baptismaux
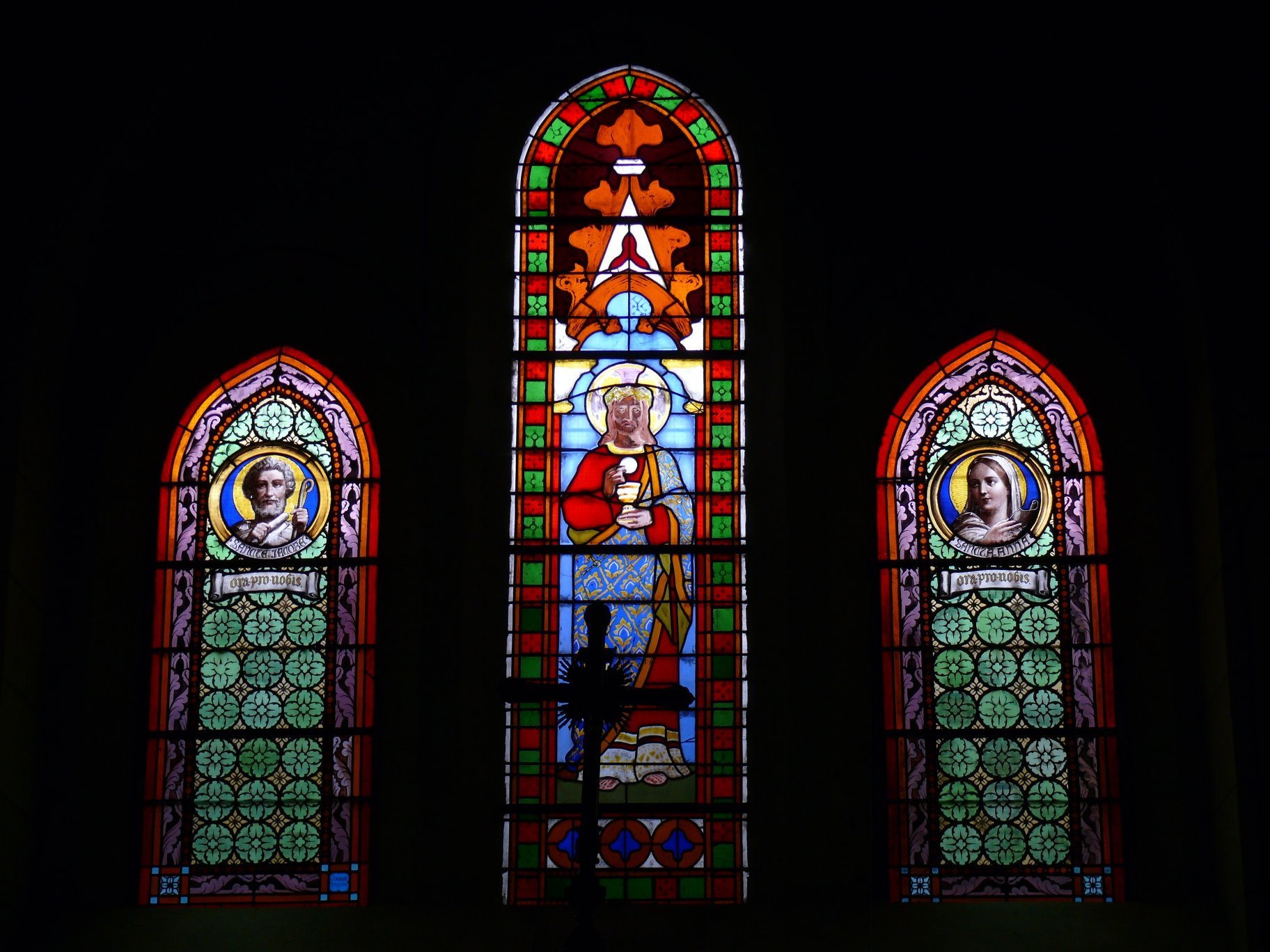
Vitrail